# Polizei (Spanien)

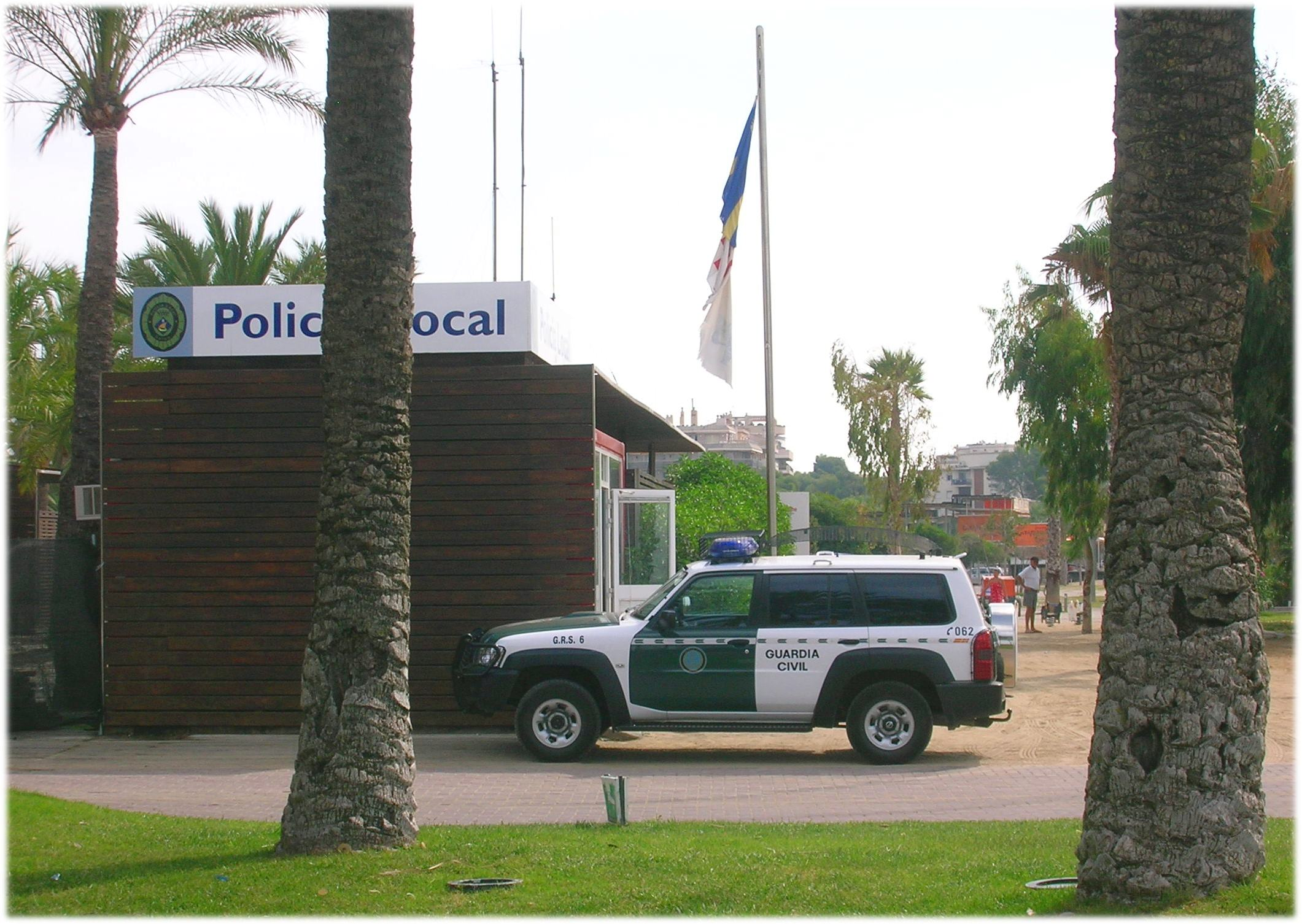
Einsatzwagen der Guardia Civil

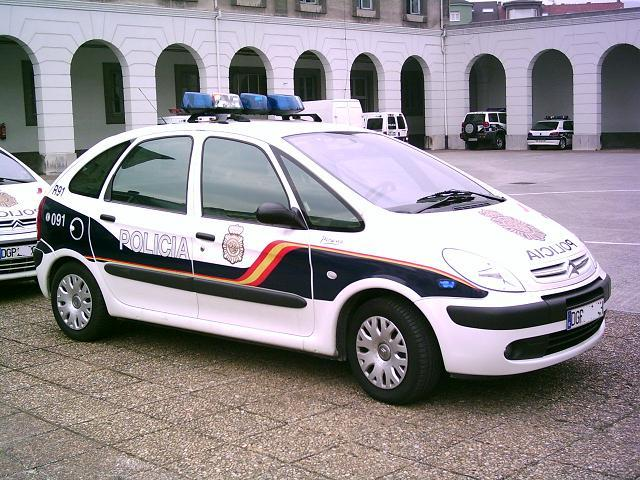
Fahrzeug der Policía Nacional

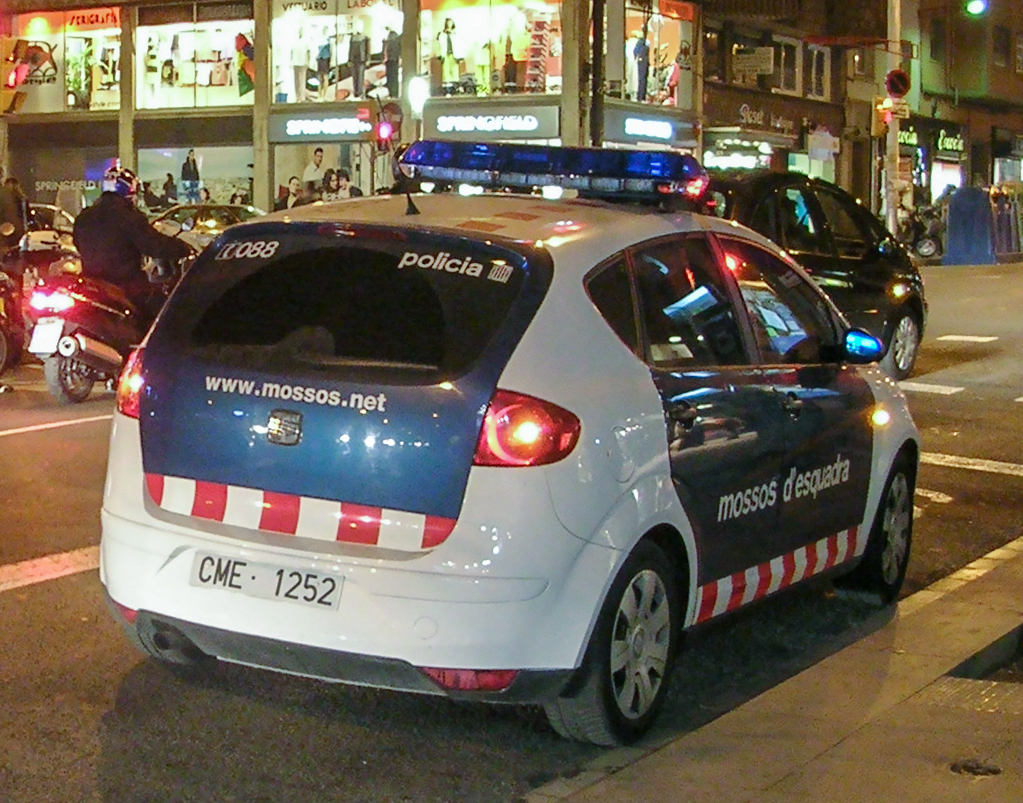
PKW der katalanischen Mossos d’Esquadra

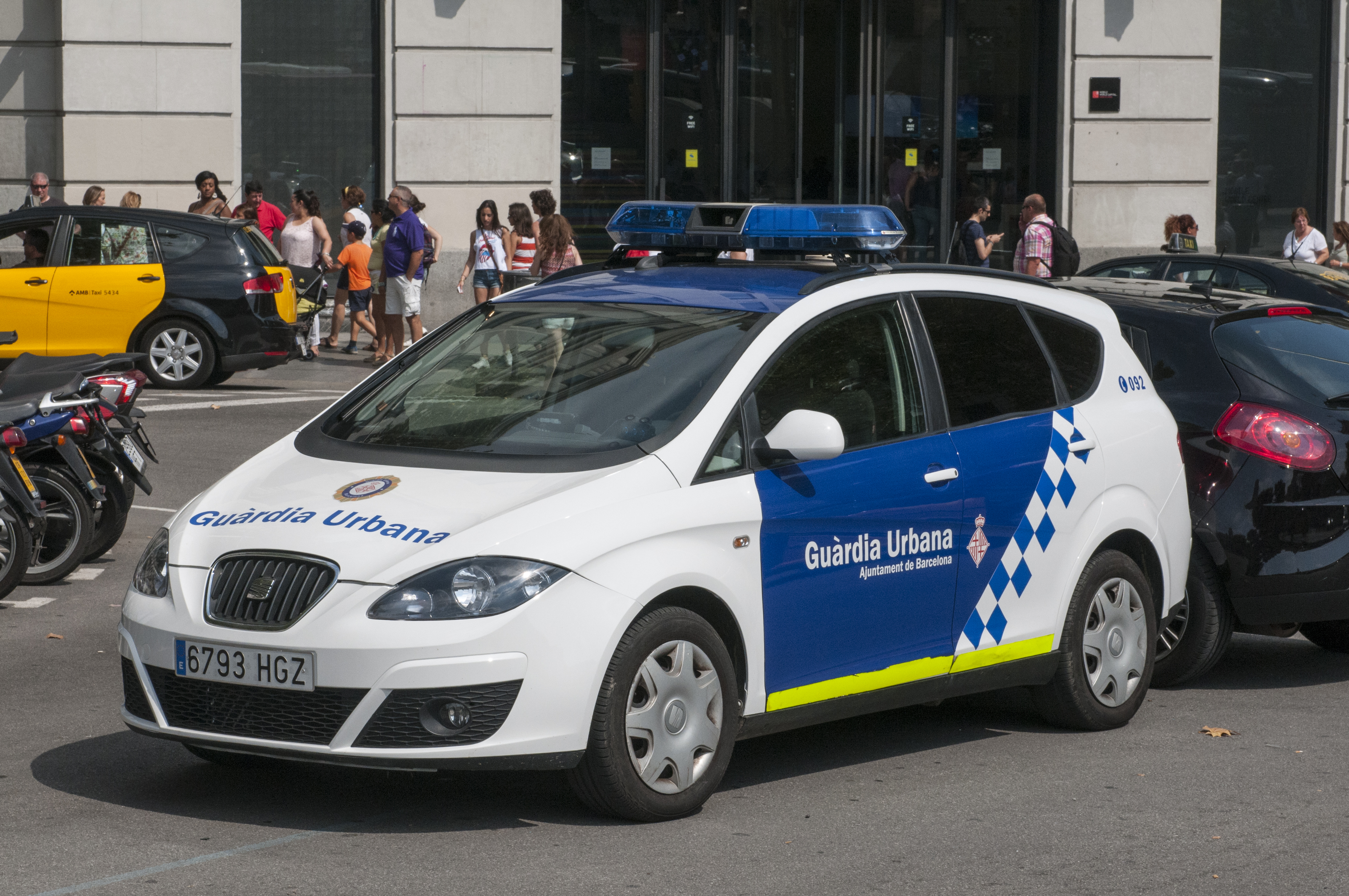
Fahrzeug der Guàrdia Urbana in Barcelona

Das Polizeisystem Spaniens ist aufgrund der politischen Gliederung Spaniens komplex. Sie umfasst im Wesentlichen vier Arten von Polizeikörpern:
1. die gleichermaßen dem Verteidigungs- und Innenministerium unterstehende und militärisch organisierte Guardia Civil (Gendarmerie oder „Zivilgarde“),
2. die gesamtstaatliche Nationalpolizei (Cuerpo Nacional de Policía – CNP) des Innenministeriums,
3. die Polizeien der Autonomen Gemeinschaften (Policía Autonómica), die bislang im Baskenland, in Katalonien, in Navarra und seit 2010 auf den Kanaren aufgestellt wurden,
4. sowie die Gemeinde- und Stadtpolizeien (Guardia Urbana, Policía Local oder Policía Municipal genannt).

Als Spezialeinheiten bestehen innerhalb der CNP bspw. Bereitschaftspolizeieinheiten (Unidades de Intervención Policial – UIP) und so genannte „Besondere Sicherheits-Einsatzgruppen“ (Grupos Operativos Especiales de Seguridad – GOES), die zusammen mit der (in etwa der deutschen GSG 9 vergleichbaren) „Sondereinsatzgruppe“ (GEO) vor allem der Terrorabwehr dienen.
Die Abgrenzung der Zuständigkeiten zwischen Guardia Civil und Nationalpolizei ist sehr kompliziert und nicht immer leicht nachzuvollziehen. Beide Polizeien haben ihnen exklusiv im ganzen Staatsgebiet zugewiesene Aufgaben. Im Falle der Guardia Civil sind dies etwa der Vollzug des Waffenrechts, Überwachung des Straßenverkehrs außerhalb geschlossener Ortschaften, der Grenz- und Küstenschutz, der Gefangenentransport und die polizeilichen Aufgaben im Bereich des Umweltschutzes. Die Nationalpolizei hingegen ist exklusiv zuständig unter anderem für die Ausstellung von Personalausweisen und Reisepässen, die Überwachung der Ein- und Ausreise, für Aufgaben der Ausländerpolizei und die Verfolgung der Drogenkriminalität. Was die übrigen polizeilichen Aufgaben (insbesondere die klassische der Aufrechterhaltung der öffentlichen Sicherheit und Ordnung) angeht, sind die Zuständigkeitsbereiche territorial abgegrenzt: die Nationalpolizei nimmt diese in den Provinzhauptstädten und anderen von der Regierung bestimmten Städten wahr, die Guardia Civil auf dem Rest des Staatsgebietes (also „auf dem Land“) und in den Küstengewässern. Dabei nehmen beide Polizeien sowohl schutz- als auch kriminalpolizeiliche Aufgaben wahr.
In den Autonomien, die über eine eigene Polizei verfügen, werden die Aufgaben der Guardia Civil i. d. R. von der Autonomiepolizei wahrgenommen. Die Autonomiepolizei des Baskenlandes heißt Ertzaintza, die von Navarra Policía Foral (span.) oder Foruzaingoa (bask.), die von Katalonien Mossos d’Esquadra und die von den Kanaren Policía Canaria.
Aufgrund der komplizierten Organisation wird die Polizeiarbeit in Spanien des Öfteren auch durch Kompetenzkonflikte erschwert. Seit langem ist daher der Ruf nach Schaffung einer Einheitspolizei (Policía Única) zumindest für die Landesteile, die keine Autonomiepolizei besitzen, zu vernehmen.

## Kennzeichnungspflicht
Siehe auch
In der Umsetzung zur Kennzeichnungspflicht wird unterschieden zwischen Zivilstreifen, die eine Identifikationskarte mit sich führen und den uniformierten Beamten, die eine Identifikationsnummer tragen. Ausnahmen bestehen für verdeckte Ermittlungen; hier sind die Beamten von der Kennzeichnungspflicht befreit. Diese Regelung gilt für die nationale, die regionale und die Lokalpolizei. Weiterhin besteht auch keine Ausnahme von der Kennzeichnungspflicht für den Dienst in geschlossenen Verbänden.
In einigen wenigen Einzelfällen kam es zu unberechtigten Anschuldigungen oder Übergriffen gegen Polizeibeamte aufgrund der Kennzeichnungspflicht.

## Geschichte
Die Policía Nacional wurde 1824 durch ein Dekret des Königs Ferdinand VII. gegründet, der damit die Allgemeine Polizei des Königreichs ins Leben rief. Die Guardia Civil wurde dann im Jahr 1844 während der Herrschaft der Königin Isabella II. von Javier Girón, dem 2. Duque de Ahumada und damaligen Militär-Generalinspekteur, gegründet.
Unter Franco wurde insbesondere die Guardia Civil als Repressionsinstrument gegen politisch Andersdenkende genutzt. Im Allgemeinen war sie für das Regime das Instrument, um der Landbevölkerung Präsenz und Stärke zu demonstrieren.
Die heutige Struktur der spanischen Polizei wurde in der Verfassung von 1978 begründet. Die Aufgaben der im Cuerpo Nacional de Policía organisierten Policía Nacional und der Guardia Civil wurden seither teilweise auch von Polizeien der Autonomen Gemeinschaften übernommen. Die Ertzaintza ist seit 1982 die Autonomiepolizei der autonomen Gemeinschaft des Baskenlandes, die Policía Foral (Foruzaingoa) ist seit 1982 die Autonomiepolizei Navarras und 1983 übernahmen die Mossos d’Esquadra schrittweise die Exekutivgewalt im Gebiet Kataloniens.